# Most św. Klary
Most Świętej Klary (niem. Clarenbrücke, Klarenwerder Brücke) – most drogowy we Wrocławiu, stanowiący przeprawę nad kanałem wodnym – Upustem Klary, który jest elementem Piaskowego Stopnia Wodnego. Most ten łączy Wyspę Słodową z Wyspą Bielarską.
Obecny most to konstrukcja wybudowana w 1992 roku, a wyremontowana została wraz z kanałami roboczymi młynów, w 2001 roku. Konstrukcja mostu oparta jest na stalowych dwuteownikach, dwa przęsła mostu przerzucone są nad kanałami dwóch rynien roboczych, nieistniejących już Młynów Świętej Klary, rozdzielonych filarem. Rozpiętość całkowita mostu – dwóch przęseł różnej rozpiętości – wynosi 20,6 m, a szerokość 6,8 m. Nawierzchnia pomostu użytkowego – drewniana, także balustrada i pochwyt – drewniane.